# Хронология Вроцлава
Ниже приводится хронология города Вроцлав, Польша.

## Средневековье
- ок. 550 — в конце периода Великого переселения народов, на территорию Силезии прибыло племя слензан
- 985 — король Мешко I строит Замок на острове Тумский[пол.][1].
- ок. 1000:
  - установлена архиепархия Вроцлава[2]
  - население составляет ок. 1000 человек
- 1037 — языческие восстания
- 1038 — захват территории Княжеством Чехия
- 1054 — захват территории Польским королевством
- 24 августа 1109 — битва между Польшей и Священной Римской империей
- 1163 — город становится столицей Княжества Силезия[3]
- XIII век — строительство Собора св. Магдалины
- 1241 — город осаждён монголами[4]
- ок. 1242 — строительство Костёла св. Эгидия[пол.]
- 1242 — принятие магдебургского права[5]
- 1244 — строительство Собора Иоанна Крестителя
- 1257 — строительство Храма святой Елизаветы[3]
- 1273 — появление Пивницы Свидницкой[пол.], старейшего и до сих пор работающего ресторана Европы[4]
- 1288 — начало строительства Соборной церкви Святого Креста и Святого Бартломея[пол.][3]
- 1333 — строительство верхнего этажа Старой Ратуши
- 1335 — город аннексирован Королевством Богемия[3]
- 1342 — пожар
- 1344 — пожар
- 1348 — город посещает император Священной Римской империи Карл IV
- 1387 — город вступает в Ганзейский союз
- 1418 — Вроцлавское восстание 1418 года[пол.]
- 5 июня 1443 — землетрясение мощностью минимум 6 единиц по шкале Рихтера
- 1474 — город выходит из Ганзейского союза
- 1475 — Каспер Элиан[англ.] печатает первые книги на польском языке

## XVI—XVIII века
- 1523 — протестантская реформация[4]
- 1527 — город аннексирован Габсбургской монархией[3]
- 1530 — создание городского герба
- 1585 — эпидемия чумы
- 1702 — основание Вроцлавского университета[6]
- 1717 — строительство Королевский дворец во Вроцлаве[англ.]
- 1741 — город под властью королевства Пруссия[6]
- 1742 — начало публикации Schlesische Zeitung[англ.][7]
- 22 ноября 1757 — Битва под Бреслау
- 1758 — эпидемия оспы
- 1760 — осада города[3]
- 1766 — Джакомо Казанова посетил город[8][9]
- 25—26 мая 1791 — пожар

## XIX век
- декабрь 1806 — город осаждён войсками Рейнского союза[3]
- 1807 — город взят войсками Наполеона; демонтированы средневековые фортификации[4]
- 1813 — мобилизация войск против Наполеона[3]
- 1815 — открытие Королевского музея искусства и старины
- 1823 — население составляет 76 813[10]
- 1829 — строительство Синагоги под белым аистом
- 1841 — строительство Вроцлавской оперы[англ.]
- 1842 — строительство Верхнесилезского железнодорожного вокзала
- 1854 — открытие Еврейской теологической семинарии (просуществует до 1938)
- 1856 — основание Старого еврейского кладбища
- 1857 — открытие станции Вроцлав-Главный
- 1865 — открытие Вроцлавского зоопарка[англ.]
- 1871 — город становится частью Германской империи
- 1872 — открытие Новой синагоги[англ.]
- 1873 — население составляет 208 025[3]
- 1883 — строительство Олавского моста
- 1889 — строительство Тумского моста[англ.]
- 1890 — население составляет 335 186[4]
- 5 июня 1894 — открытие Рацлавицкой панорамы
- 1897 — открытие Зоопаркового моста

## XX век

### До 1945
- 1903 — наводнение
- 1904 — открытие Универсального магазина братьев Бараш[англ.]
- 1905:
  - открытие Вроцлавской водонапорной башни
  - население составляет 470 751 жителей[4]
- 1908 — открытие Вроцлавского крытого рынка
- 1909 — открытие Польского театра
- 1910:
  - открытие Грюнвальдского моста
  - основание Вроцлавского технологического университета
- 1913 — открытие Зала Столетия и Вроцлавского выставочного центра[англ.]
- 1919 — город становится столицей провинции Нижняя Силезия
- 1920 — Капповский путч
- 1930:
  - открытие универсального магазина Вертхайм[англ.]
  - 12 сентября: речь Гитлера в Зале Столетия
- 1933:
  - январь: бунт[11]
  - 12 марта: открытие концлагеря Бреслау-Дюрргой[англ.][12]
- 1938:
  - июль: Немецкий гимнастический и спортивный фестиваль (1938)[укр.][13]
  - 9—10 ноября: еврейские погромы
  - строительство Вроцлавского аэропорта
- 1941 — основание антинацистской организации Олимп[англ.]
- 23 апреля 1943 — Армия Крайова атакует немецкие войска
- 1945:
  - 13 февраля — 6 мая: Осада Бреслау[14]
  - 14 марта: революционер Болеслав Дробнер становится президентом Вроцлава
  - депортация немцев

### После 1945
- 1946:
  - Национальная библиотека имени Оссолинских переезжает из Львова во Вроцлав
  - открытие Вроцлавского кукольного театра[15]
- 1947 — открытие Вроцлавского экономического университета
- 1948 — открыта Иглица
- 1950 — открытие Вроцлавского медицинского университета[англ.]
- 1951 — открытие Вроцлавского природоведческого университета
- 1956 — Генрик Томашевский основал Вроцлавский театр пантомимы[16]
- 1959 — открытие Моста мира[пол.]
- 1965:
  - открытие Музея архитектуры[пол.]
  - Ежи Гротовский основал Театр-лабораторию[16]
- 1974 — население составляет 565 000[17]
- 1975 — город становится столицей Вроцлавского воеводства
- 1985 — Рацлавицкая панорама открыта заново
- 1997 — Наводнение в Центральной Европе[18]
- 1999 — город становится столицей Нижнесилезского воеводства

## XXI век
- 2001 — первый кинофестиваль «Новые горизонты»[англ.]
- 2002 — открытие Академии сухопутных войск имени Тадеуша Костюшко[пол.]
- 30 марта 2003 — массовые футбольные беспорядки[англ.]
- 4 июня 2009 — открытие Вроцлавского фонтана
- 2010 — первый Американский кинофестиваль[англ.]
- 2011:
  - 21 июня: Культурная столица Европы 2016
  - открытие Рендзинского моста[англ.] и Городского стадиона
  - население составляет 631 235 жителей
- 2012 — в городе проходит Чемпионат Европы по футболу
- 2016 — рядом с автобусом было взорвано устройство, похожее на бомбу, в результате чего пострадал один человек[19]